# A Roland Garros férfi egyes döntői
Ez a lap a Roland Garros párizsi salakpályás Grand Slam-teniszbajnokság férfi egyes döntőit tartalmazza.

## Francia amatőr bajnokság (1891–1924)
| Év   | Bajnok           | Döntős           | Eredmény a döntőben     |
| 1891 | H. Briggs        | P. Baigneres     |                         |
| 1892 | Jean Schopfer    | Fassitt          |                         |
| 1893 | L. Riboulet      | Jean Schopfer    |                         |
| 1894 | André Vacherot   | Gérard Brosselin |                         |
| 1895 | André Vacherot   | L. Riboulet      |                         |
| 1896 | André Vacherot   | Gérard Brosselin | 6–1, 7–5                |
| 1897 | Paul Aymé        | Francky Wardan   | 4–6, 6–4, 6–2           |
| 1898 | Paul Aymé        | Paul Lebreton    |                         |
| 1899 | Paul Aymé        | Paul Lebreton    |                         |
| 1900 | Paul Aymé        | Alain Prévost    |                         |
| 1901 | André Vacherot   | Paul Lebreton    |                         |
| 1902 | Marcel Vacherot  | Max Décugis      | 6–4, 6–2                |
| 1903 | Max Décugis      | André Vacherot   |                         |
| 1904 | Max Décugis      | André Vacherot   | 6–1, 9–7, 6–8, 6–1      |
| 1905 | Maurice Germot   | André Vacherot   |                         |
| 1906 | Maurice Germot   | Max Décugis      |                         |
| 1907 | Max Décugis      | Robert Wallet    |                         |
| 1908 | Max Décugis      | Maurice Germot   |                         |
| 1909 | Max Décugis      | Maurice Germot   |                         |
| 1910 | Maurice Germot   | François Blanchy |                         |
| 1911 | André Gobert     | Maurice Germot   |                         |
| 1912 | Max Décugis      | André Gobert     |                         |
| 1913 | Max Décugis      | Georges Gault    |                         |
| 1914 | Max Décugis      | Jean Samazeuilh  | 3–6, 6–1, 6–4, 6–4      |
| 1915 | elmaradt         |                  |                         |
| 1916 | elmaradt         |                  |                         |
| 1917 | elmaradt         |                  |                         |
| 1918 | elmaradt         |                  |                         |
| 1919 | elmaradt         |                  |                         |
| 1920 | André Gobert     | Max Décugis      | 6–3, 3–6, 1–6, 6–2, 6–3 |
| 1921 | Jean Samazeuilh  | André Gobert     | 6–3, 6–3, 2–6, 7–5      |
| 1922 | Henri Cochet     | Jean Samazeuilh  | 8–6, 6–3, 7–5           |
| 1923 | François Blanchy | Max Décugis      | 1–6, 6–2, 6–0, 6–2      |
| 1924 | Jean Borotra     | René Lacoste     | 7–5, 6–4, 0–6, 5–7, 6–2 |

## Francia nemzetközi amatőr bajnokság (1925–1967)
| Év   | Bajnok              | Döntős              | Eredmény a döntőben      |
| 1925 | René Lacoste        | Jean Borotra        | 7–5, 6–1, 6–4            |
| 1926 | Henri Cochet        | René Lacoste        | 6–2, 6–4, 6–3            |
| 1927 | René Lacoste        | Bill Tilden         | 6–4, 4–6, 5–7, 6–3, 11–9 |
| 1928 | Henri Cochet        | René Lacoste        | 5–7, 6–3, 6–1, 6–3       |
| 1929 | René Lacoste        | Jean Borotra        | 6–3, 2–6, 6–0, 2–6, 8–6  |
| 1930 | Henri Cochet        | Bill Tilden         | 3–6, 8–6, 6–3, 6–1       |
| 1931 | Jean Borotra        | Christian Boussus   | 2–6, 6–4, 7–5, 6–4       |
| 1932 | Henri Cochet        | Giorgio de Stefani  | 6–0, 6–4, 4–6, 6–3       |
| 1933 | Jack Crawford       | Henri Cochet        | 8–6, 6–1, 6–3            |
| 1934 | Gottfried von Cramm | Jack Crawford       | 6–4, 7–9, 3–6, 7–5, 6–3  |
| 1935 | Fred Perry          | Gottfried von Cramm | 6–3, 3–6, 6–1, 6–3       |
| 1936 | Gottfried von Cramm | Fred Perry          | 6–0, 2–6, 6–2, 2–6, 6–0  |
| 1937 | Henner Henkel       | Henry Austin        | 6–1, 6–4, 6–3            |
| 1938 | Don Budge           | Roderik Menzel      | 6–3, 6–2, 6–4            |
| 1939 | Don McNeill         | Bobby Riggs         | 7–5, 6–0, 6–3            |
| 1940 | elmaradt            |                     |                          |
| 1941 | elmaradt            |                     |                          |
| 1942 | elmaradt            |                     |                          |
| 1943 | elmaradt            |                     |                          |
| 1944 | elmaradt            |                     |                          |
| 1945 | elmaradt            |                     |                          |
| 1946 | Marcel Bernard      | Jaroslav Drobný     | 3–6, 2–6, 6–1, 6–4, 6–3  |
| 1947 | Asbóth József       | Eric Sturgess       | 8–6, 7–5, 6–4            |
| 1948 | Frank Parker        | Jaroslav Drobný     | 6–4, 7–5, 5–7, 8–6       |
| 1949 | Frank Parker        | Budge Patty         | 6–3, 1–6, 6–1, 6–4       |
| 1950 | Budge Patty         | Jaroslav Drobný     | 6–1, 6–2, 3–6, 5–7, 7–5  |
| 1951 | Jaroslav Drobný     | Eric Sturgess       | 6–3, 6–3, 6–3            |
| 1952 | Jaroslav Drobný     | Frank Sedgman       | 6–2, 6–0, 3–6, 6–4       |
| 1953 | Ken Rosewall        | Vic Seixas          | 6–3, 6–4, 1–6, 6–2       |
| 1954 | Tony Trabert        | Art Larsen          | 6–4, 7–5, 6–1            |
| 1955 | Tony Trabert        | Sven Davidson       | 2–6, 6–1, 6–4, 6–2       |
| 1956 | Lew Hoad            | Sven Davidson       | 6–4, 8–6, 6–3            |
| 1957 | Sven Davidson       | Herbert Flam        | 6–3, 6–4, 6–4            |
| 1958 | Mervyn Rose         | Luis Ayala          | 6–3, 6–4, 6–4            |
| 1959 | Nicola Pietrangeli  | Ian Vermaak         | 3–6, 6–3, 6–4, 6–1       |
| 1960 | Nicola Pietrangeli  | Luis Ayala          | 3–6, 6–3, 6–4, 4–6, 6–3  |
| 1961 | Manuel Santana      | Nicola Pietrangeli  | 4–6, 6–1, 3–6, 6–0, 6–2  |
| 1962 | Rod Laver           | Roy Emerson         | 3–6, 2–6, 6–3, 9–7, 6–2  |
| 1963 | Roy Emerson         | Pierre Darmon       | 3–6, 6–1, 6–4, 6–4       |
| 1964 | Manuel Santana      | Nicola Pietrangeli  | 6–3, 6–1, 4–6, 7–5       |
| 1965 | Fred Stolle         | Tony Roche          | 3–6, 6–0, 6–2, 6–3       |
| 1966 | Tony Roche          | Gulyás István       | 6–1, 6–4, 7–5            |
| 1967 | Roy Emerson         | Tony Roche          | 6–1, 6–4, 2–6, 6–2       |

## Francia nemzetközi profi bajnokság (1930–1968)
- csak hivatásos teniszezőknek

| Év        | Bajnok          | Döntős          | Eredmény                |
| --------- | --------------- | --------------- | ----------------------- |
| 1930      | Karel Koželuh   | Albert Burke    |                         |
| 1931      | Martin Plaa     | Robert Ramillon |                         |
| 1932      | Robert Ramillon | Martin Plaa     |                         |
| 1933      | elmaradt        |                 |                         |
| 1934      | Bill Tilden     | Martin Plaa     |                         |
| 1935      | Ellsworth Vines | Hans Nusslein   |                         |
| 1936      | Henri Cochet    | Robert Ramillon |                         |
| 1937      | Hans Nusslein   | Henri Cochet    |                         |
| 1938      | Hans Nusslein   | Bill Tilden     | 6–0, 6–1, 6–2           |
| 1939      | Don Budge       | Ellsworth Vines |                         |
| 1940-1955 | elmaradt        |                 |                         |
| 1956      | Tony Trabert    | Pancho Gonzales |                         |
| 1957      | elmaradt        |                 |                         |
| 1958      | Ken Rosewall    | Lew Hoad        |                         |
| 1959      | Tony Trabert    | Frank Sedgman   |                         |
| 1960      | Ken Rosewall    | Lew Hoad        |                         |
| 1961      | Ken Rosewall    | Pancho Gonzales |                         |
| 1962      | Ken Rosewall    | Andrés Gimeno   |                         |
| 1963      | Ken Rosewall    | Rod Laver       | 6–8, 6–4, 5–7, 6–3, 6–4 |
| 1964      | Ken Rosewall    | Rod Laver       | 6–3, 7–5, 3–6, 6–3      |
| 1965      | Ken Rosewall    | Rod Laver       | 6–3, 6–2, 6–4           |
| 1966      | Ken Rosewall    | Rod Laver       | 6–3, 6–2, 14–12         |
| 1967      | Rod Laver       | Andrés Gimeno   |                         |
| 1968      | Rod Laver       | John Newcombe   |                         |

## Francia nemzetközi nyílt teniszbajnokság ("French Open") (1968 óta)
- Profiknak és amatőröknek is

| Év           | Bajnok                | Döntős              | Eredmény a döntőben                 |
| 1968 (torna) | Ken Rosewall          | Rod Laver           | 6–3, 6–1, 2–6, 6–2                  |
| 1969 (torna) | Rod Laver             | Ken Rosewall        | 6–4, 6–3, 6–4                       |
| 1970 (torna) | Jan Kodeš             | Željko Franulović   | 6–2, 6–4, 6–0                       |
| 1971 (torna) | Jan Kodeš             | Ilie Năstase        | 8–6, 6–2, 2–6, 7–5                  |
| 1972 (torna) | Andrés Gimeno         | Patrick Proisy      | 4–6, 6–3, 6–1, 6–1                  |
| 1973 (torna) | Ilie Năstase          | Nikola Pilić        | 6–3, 6–3, 6–0                       |
| 1974 (torna) | Björn Borg            | Manuel Orantes      | 2–6, 6–7, 6–0, 6–1, 6–1             |
| 1975 (torna) | Björn Borg            | Guillermo Vilas     | 6–2, 6–3, 6–4                       |
| 1976 (torna) | Adriano Panatta       | Harold Solomon      | 6–1, 6–4, 4–6, 7–6                  |
| 1977 (torna) | Guillermo Vilas       | Brian Gottfried     | 6–0, 6–3, 6–0                       |
| 1978 (torna) | Björn Borg            | Guillermo Vilas     | 6–1, 6–1, 6–3                       |
| 1979 (torna) | Björn Borg            | Víctor Pecci        | 6–3, 6–1, 6–7, 6–4                  |
| 1980 (torna) | Björn Borg            | Vitas Gerulaitis    | 6–4, 6–1, 6–2                       |
| 1981 (torna) | Björn Borg            | Ivan Lendl          | 6–1, 4–6, 6–2, 3–6, 6–1             |
| 1982 (torna) | Mats Wilander         | Guillermo Vilas     | 1–6, 7–6, 6–0, 6–4                  |
| 1983 (torna) | Yannick Noah          | Mats Wilander       | 6–2, 7–5, 7–6                       |
| 1984 (torna) | Ivan Lendl            | John McEnroe        | 3–6, 2–6, 6–4, 7–5, 7–5             |
| 1985 (torna) | Mats Wilander         | Ivan Lendl          | 3–6, 6–4, 6–2, 6–2                  |
| 1986 (torna) | Ivan Lendl            | Mikael Pernfors     | 6–3, 6–2, 6–4                       |
| 1987 (torna) | Ivan Lendl            | Mats Wilander       | 7–5, 6–2, 3–6, 7–6                  |
| 1988 (torna) | Mats Wilander         | Henri Leconte       | 7–5, 6–2, 6–1                       |
| 1989 (torna) | Michael Chang         | Stefan Edberg       | 6–1, 3–6, 4–6, 6–4, 6–2             |
| 1990 (torna) | Andrés Gómez          | Andre Agassi        | 6–3, 2–6, 6–4, 6–4                  |
| 1991 (torna) | Jim Courier           | Andre Agassi        | 3–6, 6–4, 2–6, 6–1, 6–4             |
| 1992 (torna) | Jim Courier           | Petr Korda          | 7–5 6–2 6–1                         |
| 1993 (torna) | Sergi Bruguera        | Jim Courier         | 6–4, 2–6, 6–2, 3–6, 6–3             |
| 1994 (torna) | Sergi Bruguera        | Alberto Berasategui | 6–3, 7–5, 2–6, 6–1                  |
| 1995 (torna) | Thomas Muster         | Michael Chang       | 7–5, 6–2, 6–4                       |
| 1996 (torna) | Jevgenyij Kafelnyikov | Michael Stich       | 7–6(4), 7–5, 7–6(4)                 |
| 1997 (torna) | Gustavo Kuerten       | Sergi Bruguera      | 6–3, 6–4, 6–2                       |
| 1998 (torna) | Carlos Moyà           | Àlex Corretja       | 6–3, 7–5, 6–3                       |
| 1999 (torna) | Andre Agassi          | Andrij Medvegyev    | 1–6, 2–6, 6–4, 6–3, 6–4             |
| 2000 (torna) | Gustavo Kuerten       | Magnus Norman       | 6–2, 6–3, 2–6, 7–6(6)               |
| 2001 (torna) | Gustavo Kuerten       | Àlex Corretja       | 6–7(3), 7–5, 6–2, 6–0               |
| 2002 (torna) | Albert Costa          | Juan Carlos Ferrero | 6–1, 6–0, 4–6, 6–3                  |
| 2003 (torna) | Juan Carlos Ferrero   | Martin Verkerk      | 6–1, 6–3, 6–2                       |
| 2004 (torna) | Gastón Gaudio         | Guillermo Coria     | 0–6, 3–6, 6–4, 6–1, 8–6             |
| 2005 (torna) | Rafael Nadal          | Mariano Puerta      | 6–7(6), 6–3, 6–1, 7–5               |
| 2006 (torna) | Rafael Nadal          | Roger Federer       | 1–6, 6–1, 6–4, 7–6(4)               |
| 2007 (torna) | Rafael Nadal          | Roger Federer       | 6–3, 4–6, 6–3, 6–4                  |
| 2008 (torna) | Rafael Nadal          | Roger Federer       | 6–1, 6–3, 6–0                       |
| 2009 (torna) | Roger Federer         | Robin Söderling     | 6–1, 7–6, 6–4                       |
| 2010 (torna) | Rafael Nadal          | Robin Söderling     | 6–4, 6–2, 6–4                       |
| 2011 (torna) | Rafael Nadal          | Roger Federer       | 7–5, 7–6(3), 5–7, 6–1               |
| 2012 (torna) | Rafael Nadal          | Novak Đoković       | 6–4, 6–3, 2–6, 7–5                  |
| 2013 (torna) | Rafael Nadal          | David Ferrer        | 6–3, 6–2, 6–3                       |
| 2014 (torna) | Rafael Nadal          | Novak Đoković       | 3–6, 7–5, 6–2, 6–4                  |
| 2015 (torna) | Stanislas Wawrinka    | Novak Đoković       | 4–6, 6–4, 6–3, 6–4                  |
| 2016 (torna) | Novak Đoković         | Andy Murray         | 3–6, 6–1, 6–2, 6–4                  |
| 2017 (torna) | Rafael Nadal          | Stanislas Wawrinka  | 6–2, 6–3, 6–1                       |
| 2018 (torna) | Rafael Nadal          | Dominic Thiem       | 6–4, 6–3, 6–2                       |
| 2019 (torna) | Rafael Nadal          | Dominic Thiem       | 6–3, 5–7, 6–1, 6–1                  |
| 2020 (torna) | Rafael Nadal          | Novak Đoković       | 6–0, 6–2, 7–5                       |
| 2021 (torna) | Novak Đoković         | Sztéfanosz Cicipász | 6–7(6), 2–6, 6–3, 6–2, 6–4          |
| 2022 (torna) | Rafael Nadal          | Casper Ruud         | 6–3, 6–3, 6–0                       |
| 2023 (torna) | Novak Đoković         | Casper Ruud         | 7-6(1), 6-3, 7-5                    |
| 2024 (torna) | Carlos Alcaraz        | Alexander Zverev    | 6–3, 2–6, 5–7, 6–1, 6–2             |
| 2025 (torna) | Carlos Alcaraz        | Jannik Sinner       | 4–6, 6–7(4), 6–4, 7–6(3), 7–6(10–2) |

## Lásd még
- Roland Garros
- Női egyes döntők
- Férfi páros döntők
- Női páros döntők
- Vegyes páros döntők